# خانه قهرمان‌خان
خانهٔ قهرمان‌خان یا حسینیهٔ قهرمان‌خان یکی از خانه‌های تاریخی شهر گراش است. این خانه متعلق به قهرمان‌خان اقتداری، نوهٔ فتحعلی‌خان گراشی بوده‌است و امروزه در مالکیت وارثان او قرار دارد. این خانه در اواخر دورهٔ قاجاریه و به شیوهٔ حیاط مرکزی ساخته شده‌است و دارای قسمت‌های زمستان‌نشین، تابستان‌نشین، اتاق سه‌دری، بادگیر و چند فضای دیگر است. سنت عزاداری در این خانه، پیشینه‌ای به قدمت خود خانه دارد و هر سال به خصوص در ماه‌های محرم و صفر انجام می‌شود. این خانه کماکان در فهرست آثار ملی ثبت نشده‌است و در معرض مرمت و تصرفات غیراصولی قرار دارد.

## بانی
قهرمان‌خان اقتداری، فرزند حسین‌خان و نوهٔ فتحعلی‌خان گراشی بوده‌است که ضمن اشتغال به کشاورزی، سال‌هایی از جوانی‌اش را هم به کدخدایی گراش مشغول بود. او مدتی نیز نایب خوانین لارستان در ارد بود. قهرمان‌خان خود نوحه می‌سرود و دست‌نوشته‌هایی حاوی اشعاری در مدح حسین بن علی از او در دست است. او با نُزْهَت اقتداری، دختر شیدای گراشی، ازدواج کرد و عاقبت در سال ۱۳۷۰ در گراش درگذشت و در مسجد آل دهباشی آن شهر دفن شد. قهرمان‌خان سه پسر به نام‌های حسین، عباس و شهباز و دو دختر به نام‌های زمان و قمر داشت. احمد اقتداری، داماد قهرمان‌خان و همسر دخترش قمر بود.
قهرمان‌خان یکی از شش فرد حاضر در واقعهٔ ترور حسن‌قلی‌خان، و تنها فردی بود که بدون صدمه موفق به فرار و ترک صحنه شد. به همین دلیل، چندی بعد مورد بازجویی قرار گرفت و به اتهام همدستی با عاملان ترور، چند ماه در باغ نشاط لار زندانی شد. زمانی که زادان‌خان در پی اتفاقات جنگ قلعهٔ گراش در سال ۱۳۰۹ باغ نشاط را تصرف کرد، قهرمان‌خان نیز آزاد شد.

## پیشینه و مشخصات
خانهٔ قهرمان‌خان بیش از ۱۳۰ سال پیش و در اواخر دورهٔ قاجاریه، در قلب بافت تاریخی گراش ساخته شده‌است. ورودی این خانه در سمت شمال قرار دارد که پس از گذر از فیلتر ورودی به حیاط می‌رسد. ساختار این خانه مانند همهٔ خانه‌های سنتی دیگر گراش، به صورت حیاط مرکزی است که دلیل آن را هم می‌توان به موضوعات اقلیمی و استفاده از رطوبت آب حوض در وسط حیاط مربوط دانست و هم می‌توان به جداسازی فضاهای زمستان‌نشین و تابستان‌نشین مرتبط کرد. در قسمت غربی خانه، ایوانی ساده و ستون‌دار وجود دارد که قسمت تابستان‌نشین را تشکیل می‌دهد و از سه ضلع دیگر، در احاطهٔ فضاهای طبقهٔ اول خانه است. مسیر دسترسی به این ایوان، از طریق دو دالان یا بازوی انتقال است که در دو سوی ایوان قرار گرفته‌اند. پشت ایوان، اتاق سه‌دری قرار دارد. دالان سمت چپ این ایوان، در ادامه و با استفاده از پله، دسترسی به طبقهٔ اول را هم ممکن می‌کند. سقف بیشتر اتاق‌ها و فضاهای این خانه، دارای ارتفاعی کمتر از دو متر و هشتاد سانتی‌متر است. بیشتر بازشوها به حیاط، در طبقهٔ همکف است و نمای طبقهٔ اول را بیشتر طاق‌ها و تزئینات آن‌ها تشکیل می‌دهند. فضاهای این خانه از یکپارچگی برخوردار بوده و اکثر فضاها، به یکدیگر راه دارند. با توجه به واقع‌شدن این خانه در پایین‌دست کوه کلات و قابلیت دید به حیاط از بالای کوه، ایوان‌های خانهٔ قهرمان‌خان در جهت مخالف دید از کلات ساخته شده‌اند تا بتوانند حریم خانه را حفظ کنند. در قسمت‌های مهم‌تر خانه، تزئینات به وسیلهٔ گچ‌بری روی دیوار و نیز لعاب‌کاری روی لایهٔ بالایی تیرهای چوبی سقف انجام شده‌است. استفاده از شیشه‌های رنگی در بنا، به خصوص در اُرُسی آن، از ویژگی‌های خاص این خانه است. بادگیر این خانه نیز در ضلع جنوبی قرار دارد.

### ریزش بادگیر
بادگیر این خانه که هم‌زمان با عملیات عمرانی در قسمت جنوبی آن در معرض تخریب قرار گرفته بود، در ۱ دی ۱۳۹۵ فروریخت. این اتفاق در حالی رخ داد که طی سه ماه، مبلغ ۱۰۰ میلیون تومان برای استحکام‌بخشی به بادگیر هزینه شده بود. در این اتفاق، علاوه بر بادگیر، دیوار و اتاق‌های ضلع جنوبی خانه هم دچار آسیب و ریزش شدند. ضعیف‌بودن مصالح استفاده‌شده در ساخت دیوارهای خانه نسبت به دیگر خانه‌های سنتی گراش، سستی خاک زیر بنا و در نهایت عدم پایداری بنا، از دلایل ریزش بخشی از خانه ذکر شده‌است. این بادگیر، چندی بعد توسط عوامل ساخت و ساز در جنوب خانه، بازسازی شد.

## سنت عزاداری
هر سال در ماه‌های محرم و صفر، مراسم عزاداری در این خانه برپا می‌شود. این عزاداری‌ها معمولاً از اولین روز محرم و با تجمع عزاداران در خانه آغاز می‌شود. جایگاه منبر روضه‌خوان در ضلع شمالی حیاط است. زیلوهایی نیز وقف روضه‌خوانی در این خانه است که در همین ایام مورد استفاده قرار می‌گیرد. در دههٔ ۱۳۲۰ خورشیدی، علی‌اصغر رحمانی، پدر صادق رحمانی، که از روحانیون مشهور گراش بود، در عصرهای دههٔ اول محرم به روضه‌خوانی در خانهٔ قهرمان‌خان می‌پرداخت.
اوج مراسم‌های عزاداری به شب عاشورا مربوط می‌شود که تجمع عزاداران بیشتر از روزها و شب‌های دیگر است. در این شب، دسته‌های مختلف سینه‌زنی، به نوبت وارد حیاط خانه می‌شوند و پس از مدتی عزاداری، جایشان را به دستهٔ بعدی می‌دهند. سحر روز عاشورا نیز مراسم پخت حلیم در این خانه رایج است. پیش‌تر، لوازم مراسم کُتَل‌گردانی در خانهٔ قهرمان‌خان نگهداری می‌شد و صبح عاشورا، مراسم از مبدأ همین خانه آغاز می‌شد. در این مراسم علاوه بر کتل‌گردانی، تعزیه‌خوانی هم انجام می‌گرفت و نمادهایی چون شتر سیاه‌پوش، اسب ذوالجناح، گهوارهٔ خونین، عَلَم، قمه و چهل‌پایه به نمایش گذاشته می‌شدند. افرادی نیز به عنوان شبیه شخصیت‌های واقعهٔ عاشورا همچون شمر بن ذی‌الجوشن، حر بن یزید ریاحی، حسین بن علی، عباس بن علی، علی اکبر و علی اصغر ایفای نقش می‌کردند. این مراسم معمولاً تا ظهر ادامه داشت و دسته با رسیدن به بقعهٔ شیخ عبدالله، به کار خود پایان می‌داد. همچنین در شب شام غریبان، شخص قهرمان‌خان با در دست داشتن شمع، پیشاپیش گروه عزاداران از خانه حرکت می‌کردند و پس از گذر از کوچه‌های اطراف و خواندن نوحه، در هنگام صبح به خانه برمی‌گشتند و پس از پذیرایی با چای، به عزاداری پایان داده و عزاداران متفرق می‌شدند.

## وضعیت کنونی
این خانه کماکان در فهرست آثار ملی ایران به ثبت نرسیده‌است و به همین دلیل در معرض مرمت و تغییرات غیراصولی قرار دارد. این خانه امروزه توسط وارثان بانی خریداری شده و ضمن بازسازی بخش‌هایی از آن، جهت عزاداری وقف گردیده‌است.